# Calyptranthes strigipes
Calyptranthes strigipes är en myrtenväxtart som beskrevs av Otto Karl Berg. Calyptranthes strigipes ingår i släktet Calyptranthes och familjen myrtenväxter. Inga underarter finns listade i Catalogue of Life.